# 阿爾卡科查湖 (帕斯科大區)
10°35′30″S 76°19′25″W / 10.59167°S 76.32361°W
阿爾卡科查湖（Lake Alcacocha），是秘魯的湖泊，位於該國中部帕斯科大區，由聖阿納德圖西區和西蒙玻利瓦爾區負責管轄，距離塞羅德帕斯科12公里。